# Chinolizidin
Chinolizidin ist eine chemische Verbindung aus der Gruppe der stickstoffhaltigen Heterocyclen. Es ist ein tertiäres Amin, das schwach basische Eigenschaften besitzt und zur Salzbildung befähigt ist.

## Synthese
Chinolizidin kann über eine mehrstufige Synthese ausgehend von Tetrahydrofuran dargestellt werden. Im ersten Schritt wird Tetrahydrofuran 1 mit Bromwasserstoffsäure zu 1,4-Dibrombutan 2 umgesetzt. Die Reaktion des Dibromids mit einer Lösung von Kaliumphenolat 3 in Methanol ergibt 4-Phenoxybutylbromid 4, das im Folgeschritt mit Natriumcyanid in Methanol zu dem 5-Phenoxypentannitril 5 reagiert. In einem separaten Schritt wird  4 mit Magnesium in Diethylether zur Grignard-Verbindung 6 umgesetzt. Die Reaktion der Zwischenstufen 5 und 6 ergeben nach der Aufarbeitung das Bis(4-phenoxybutyl)keton 7. Dieses wird mit Hydroxylamin zu dem Oxim 8 umgesetzt, das wiederum mit Natrium in Ethanol zum [Bis(4-Phenoxybutyl)methyl]amin 9 reduziert wird. Das Amin wird als Hydrochlorid  isoliert. Durch Umsetzung des Hydrochlorids mit Bromwasserstoffsäure erfolgt die Etherspaltung zum Dibromid, welches ohne Zwischenisolierung mit Kaliumhydroxid in Methanol den Ringschluss zum Chinolizidin 10 eingeht.

## Vorkommen

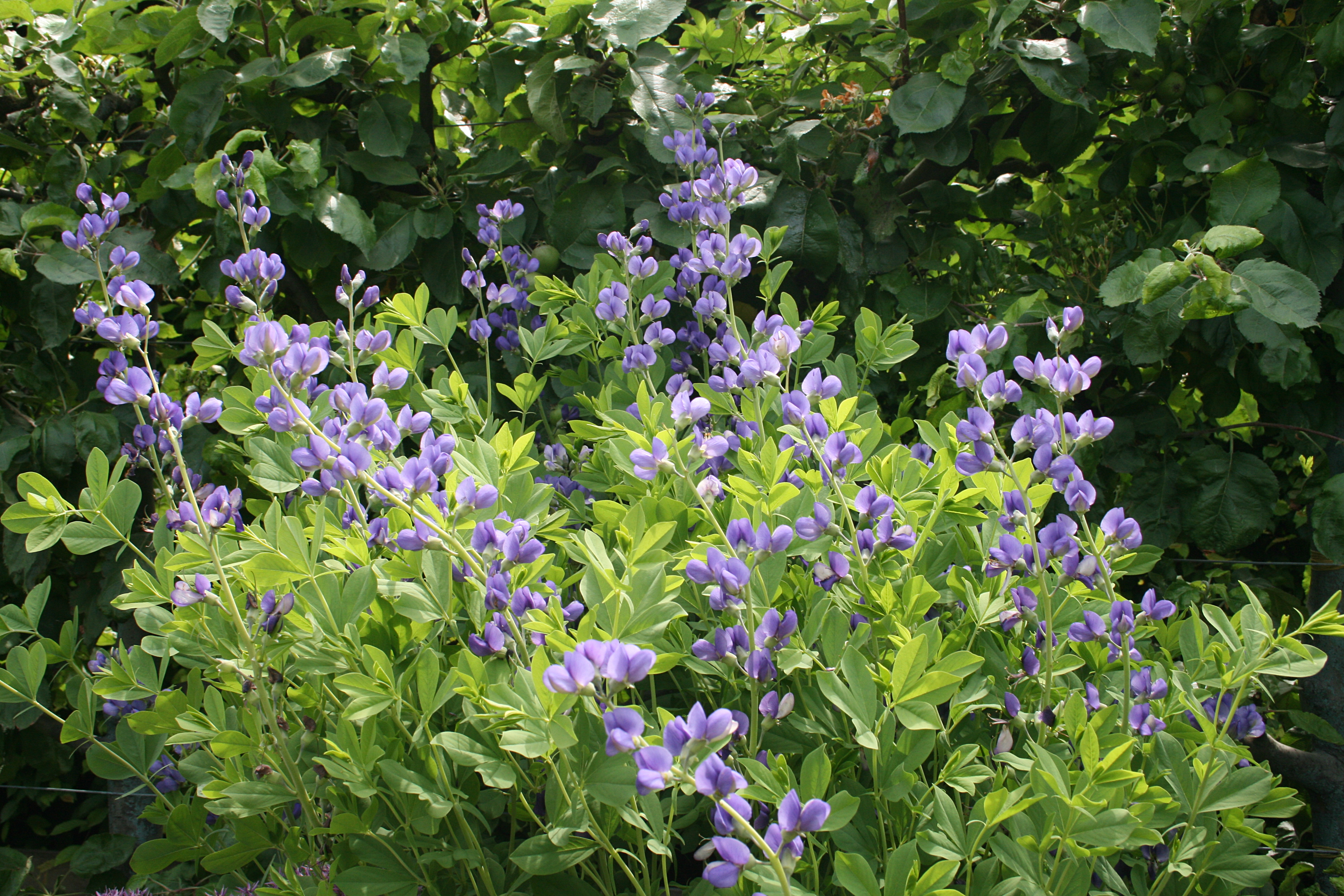
Indigolupine (Baptisia australis) enthält mehrere Chinolizidine

Einige bekannte Alkaloide, wie Cytisin, Lupinin oder Spartein, die in Hülsenfrüchtlern wie Lupinen vorkommen, enthalten eine Chinolizidin-Grundstruktur. Ein anderer Vertreter mit pharmazeutischer Nutzung wäre das Ajmalin.
Die Chinolizidin-Alkaloide können stereoselektiv aus α-Acyliminium-Ionen in einer Art Olefin-Carbocyclisierung aufgebaut werden.